# Emma Luart
Emma Luart (Emma Luwaert) (Brussel, 14 augustus 1892 – Brussel, 26 augustus 1968) was een Belgisch sopraan, veelvuldig te horen in opera’s.
Ze kreeg haar muziekopleiding aan het Brussels conservatorium en stond al snel in het Casino-Kursaal Oostende. Ze maakte in de jaren tien furore bij de (Koninklijke) Franse Opera in Den Haag, waar ze menig operapremière opluisterde zoals Pelléas et Melisande van Claude Debussy. Vanaf 1918 tot 1922 was ze verbonden aan het gezelschap van de Koninklijke Muntschouwburg. Daarna volgde nog een verbintenis met de Opéra-Comique in Parijs, maar kwam af en toe naar Nederland voor opvoeringen door Co-Opera-Tie. Tussen 1930 en 1935 zong ze weer bij de Muntschouwburg. Haar loopbaan stagneerde bij het uitbreken van de Tweede Wereldoorlog, ze stond daarna niet meer op podia, maar gaf nog wel les aan genoemd conservatorium.
Van haar stem zijn enkele opnamen bewaard gebleven.